# Irina Zajcewa
Irina Zajcewa (ur. 25 września 1982) – kazachska siatkarka, grająca jako przyjmująca. Obecnie występuje w drużynie Żetysu.